# Eccellenza Friuli-Venezia Giulia
La Eccellenza Friuli-Venezia Giulia es una de las divisiones regionales que conforman la Eccellenza, la quinta categoría de Fútbol de Italia y en la que participan los equipos de la región de Friuli-Venecia Julia.
Participan 16 equipos en donde el ganador logra el ascenso a la Serie D y el segundo lugar clasifica al playoff de ascenso, mientras que los últimos tres de la clasificación descienden a la Promozione.

## Ediciones anteriores
- 1991–92: Manzanese
- 1992–93: Pro Gorizia
- 1993–94: Sanvitese
- 1994–95: ITA Palmanova
- 1995–96: Cormonese
- 1996–97: Tamai
- 1997–98: Itala San Marco
- 1998–99: Pro Gorizia
- 1999–2000: Sevegliano
- 2000–01: Tamai
- 2001–02: Monfalcone
- 2002–03: Sacilese
- 2003–04: Pro Romans
- 2004–05: Manzanese
- 2005–06: Pordenone
- 2006–07: Sarone
- 2007–08: Pordenone
- 2008–09: Manzanese
- 2009–10: Torviscosa
- 2010–11: I.S.M. Gradisca
- 2011–12: Kras
- 2012–13: Unione Fincantieri Monfalcone
- 2013–14: Fontanafredda
- 2014–15: Unione Fincantieri Monfalcone
- 2015–16: Cordenons
- 2016–17: Cjarlins Muzane
- 2017–18: Chions
- 2018–19: San Luigi